# مفيد فوزي
مفيد فوزي سعد (19 يونيو 1933 - 4 ديسمبر 2022)؛ إعلامي مصري لقب بـ«المحاور». كان والده فوزي سعد موظفا بوزارة الصحة، أما والدته السيدة مريم فرج فكانت ربة منزل وهي التي شجعته على نشوء موهبته الصحفية منذ الصغر، تخرج في كلية الآداب – جامعة القاهرة قسم اللغة الإنجليزية عام 1959م.
توفي يوم 4 ديسمبر 2022 بعد معاناة مع المرض.

## السيرة الذاتية

### عائلته
تزوج من الإذاعية آمال العمدة في الأول من مايو عام 1968م، ودام زواجهما حتى وفاتها في 11 مارس 2001، وأنجب منها ابنته الكاتبة الصحفية حنان مفيد فوزي والتي قدمت العديد من البرامج التليفزيونية والاذاعية وأهمها: برنامج إذاعي بإذاعة الشرق الأوسط 1998، والفقرة التلفزيونية (زائر الليل) على البيت بيتك عام 2007، البرنامج التليفزيونى نجمك ف السما لمودرن TV عام 2008.

### برامجه
قام مفيد فوزي في عالم الصحافة والتلفزيون بحوارات مع أهم الشخصيات السياسية والأدبية والفنية على مستوى العالم العربي خلال مسيرته المهنية، يعد أول من قدم فكرة «تلفزة الصحافة» أو «تصحيف التلفزيون» والذي سار على دربه فيما بعد العديد من برامج الصحافة التلفزيونية على شاشة التلفزيون المصري. تتلمذ على يد أحمد بهاء الدين في بداية مشواره الصحفي في مجلة صباح الخير.

## الدور الصحفية التي عمل بها
- مجلة الإذاعة.
- أخبار اليوم.
- روز اليوسف.
- صباح الخير.
- المصري اليوم.
- العالم اليوم.

## أهم المناصب
- تدرب في بداياته الصحفية بجريدة روز اليوسف.
- عُيّن محررا بمجلة صباح الخير عام 1957م.
- ثم رئيس تحرير مجلة «صباح الخير» لمدة 8 سنوات على التوالي.

## أعماله الإذاعية
ساهم مفيد فوزي في إعداد الكثير من البرامج الإذاعية أهمها:
- «فوازير رمضان» مع آمال فهمي لمدة 10 سنوات.
- «أوافق.. أمتنع» تقديم سناء منصور.
- «فنجان شاي» تقديم سامية صادق.

كما قدم حلقات إذاعية في إذاعة الشرق الأوسط، منها:
- «ضيف في ليلة صيف».
- «خواطر على الهوا» في برنامج ألوان مع مديحة نجيب.
- «أين هم الآن».
- «نجوم الشر».

## الإذاعات العربية
قام بإعداد الكثير من البرامج الإذاعية للإذاعات العربية في الأردن والإمارات وقطر، مثل:
- «آباء السينما».
- «أمهات السينما».
- «ديون لا تسدد».
- «الفنان والإنسان».
- «أدب في أدب».
- «موضوع للتأمل».
- «الضحك فن».
- «الوجه الآخر».
- «أبي من المشاهير».
- «أمس واليوم».

وكلها حلقات إذاعية من 30 حلقة تم تسجيلها مع كبار الفنانين في مصر والعالم العربي، منهم أمينة رزق، ويوسف وهبي.
ساهم في إعداد العديد من البرامج التلفزيونية أهمها:
- «نص ساعة من وقتك» مع سميرة الكيلاني.
- «نجمك المفضل» مع ليلى رستم.
- «عزيزي المشاهد» مع أماني ناشد.
- «تحت الشمس» مع سلوى حجازي.
- «الغرفة المضيئة» مع لبنى عبد العزيز.
- «النادي الدولي» مع سمير صبري.

## حواراته التلفزيونية
بعد مسيرة طويلة أمضاها في عالم الإعداد صدر قرار الإعلامية سامية صادق بظهوره على شاشة التلفزيون المصري عام 1982م لتقديم برامجه بنفسه وكان نصه كالتالي: «أن أفضل من يقدم برنامجا هو من يعده».
فكانت أهم البرامج التي قدمها على الشاشة:
- «عصر من الفن» عن أم كلثوم.
- «صديقي الموعود بالعذاب» عن عبد الحليم حافظ.
- «المدفع قبل الخبز أحيانا» مع المشير عبد الحليم أبو غزالة.
- «الموسيقار وأنا» وحوار مطول مع محمد عبد الوهاب.
- حلقات تلفزيونية منفصلة من إخراج جميل جميل المغازي مع العديد من رواد الأدب والفن والسياسة، مثل: عمرو دياب، إحسان عبد القدوس، يوسف إدريس، يحيى حقي، مفيدة عبد الرحمن، مصطفى أمين، نجيب محفوظ، أحمد زويل وفاروق الباز ومحمد البرادعي، وآخرين.

## حواراته السياسية
- حاور رئيس مصر الأسبق محمد حسني مبارك 4 مرات.
- حاور جميع وزراء الداخلية بداية من: حسن أبو باشا، أحمد رشدي، زكي بدر، حسن الألفي، وحبيب العادلي.
- كذلك العديد من رؤساء الوزارات في مصر، أهمهم:عاطف عبيد، كمال حسن علي، علي لطفي، كمال الجنزوري، وأحمد نظيف.

## الأوربت
له نشاط تلفزيوني مشهود بمحطة الأوربت الفضائية حيث أمضى في العمل بها ما يقرب من ثمان سنوات ما بين الظهور على الهواء في برامج البث المباشر والبرامج المسجلة، ومن أشهر برامجه فيها:
- «هؤلاء عرفتهم في حياتي» والذي تناول من خلاله أهم الشخصيات الأدبية والفنية مثل محمد حسنين هيكل، ورياض السنباطي.... وآخرين.
- «مباشر مفيد فوزي» وكان يقوم بتقديمه على الهواء مباشرة.
- برنامج «علامات استفهام».
- و«القاهرة اليوم» مع عمرو أديب.

## حديث المدينة
اقترن اسم المحاور مفيد فوزي ببرنامج «حديث المدينة» الذي بدأه في 13 مارس عام 1998م بترشيح من صفوت الشريف وزير الإعلام آنذاك. وكان ذلك لمواكبة فكرة برنامج ناجح في لندن بعنوان "Talk of the town". ويعد برنامج «حديث المدينة» من أوائل البرامج التي خرجت فيها كاميرات التلفزيون إلى الشارع المصري.

## أوائل الحوارات
- أول حوار صحفي نشر له في مجلة «صباح الخير» كان مع السيدة زينب الغزالي.
- أول حوار صحفي نشر له في "مجلة الإذاعة كان مع الفنان محمود المليجي.
- أول حوار إذاعي كان مع المخرج كمال الشيخ.
- أول حوار تلفزيوني أمام الشاشة كان مع الأديب نجيب محفوظ في برنامج «عصر من الفن».

الدراما:
شارك مفيد فوزي الظهور باسمه وشخصيته الحقيقية كصحفي ومحاور في فيلمين سينمائيين الأول فيلم «حديث المدينة» إنتاج ماجدة الصباحي، والثاني فيلم «معالي الوزير» مع أحمد زكي، قصة وحيد حامد.

## مؤلفاته
1. كندا حلم المهاجرين، الناشر دار المعارف.
2. جواز سفر إنسان «رحلات صحفية»، دار المعارف.
3. نادية عابد «مجموعة مقالات»، دار الوطن، بيروت.
4. حوار مع سعاد الصباح، الهيئة العامة المصرية للكتاب.
5. أطول قصيدة اعتراف مع نزار قباني، الهيئة العامة المصرية للكتاب.
6. هيكل الآخر، الهيئة العامة المصرية للكتاب.
7. أسماء لامعة، مكتبة مدبولي.
8. رومانسيات في زمن الجفاف، روز ليوسف.
9. صديقي الموعود بالعذاب والنجاح «عن قصة حياة العندليب»، مكتبة مدبولي.
10. الغالي بطرس غالي، روز ليوسف.
11. كلام مفيد، الناشر هيئة قصور الثقافة.
12. هؤلاء حاورتهم «جزأين في الأدب، والفن»، الناشر أخبار اليوم.
13. نصيبي من الحياة «مذكرات» عام 2013م، الدار المصرية اللبنانية.

## وفاته
أُعلنت وفاته صباح يوم 4 ديسمبر 2022 عن عمر يناهز 89 عاما بعد صراع مع المرض، وشُيِّع جثمانه في كنيسة القديسة ماري (المرعشلي) في منطقة الزمالك.